# Dos Angeles
Dos Angeles (estilizado DOS ANGELES) é o segundo álbum do artista nipo-americano Joe Inoue, originalmente lançado com uma edição padrão e limitada em 6 de outubro de 2010. Ele atingiu o número 136 no Oricon Album Charts semanais, permanecendo nas paradas por apenas uma semana.
O título do álbum é uma referência à cidade natal de Inoue Los Angeles, Califórnia, e simbolizando que é o seu segundo álbum ("Dos" sendo o espanhol palavra para "dois")

## Faixas
1. "Can you hear me?" - 1:27
2. "Kaze no Gotoku (B.B.B. ver.) (風のごとく -B.B.B. ver.-) - 3:40
3. "Home" - 3:58
4. "Futari de Hitori/The Journey" (ふたりでひとり / The Journey, "Two in One/The Journey") - 4:44
5. "Animal feat. Yoko Yazawa" - 4:16
6. "Kimigokoro" (キミゴコロ, "Your Heart") - 3:27
7. "Lights (Album ver.)" - 4:04
8. "Go! (Album ver.)" - 3:39
9. "Closer (Versão em Inglês)" - 3:29
10. "Hello Hello Goodbye" (ハロハログッバイ, Haro Haro Gubbai) - 2:21

### Limited edition DVD
1. "Kaze no Gotoku" (Music Video)
2. "Go!" (Music Video)
3. "Home" (Music Video)
4. "Valentine's Day Special Acoustic Live"
5. Making of "Home"